# Kim Possible/Episodenliste
Diese Episodenliste enthält alle Episoden der US-amerikanischen Zeichentrickserie Kim Possible, von der zwischen 2002 und 2007 in vier Staffeln 87 Episoden mit einer Länge von jeweils etwa 21 Minuten entstanden sind. Da die Ausstrahlungsreihenfolge weder in den USA noch in Deutschland dem chronologischen Handlungsablauf entspricht, werden die Episoden nach ihrer Produktionsreihenfolge sortiert. Die Folgen 28, 38, 52, 61 und 79 bestehen jeweils aus zwei inhaltlich unabhängigen Kurzfolgen, welche in der Tabelle separat aufgeführt werden.

## Staffel 1
Die Erstausstrahlung der ersten Staffel war vom 7. Juni 2002 bis zum 16. Mai 2003 auf dem US-amerikanischen Fernsehsender Disney Channel zu sehen.
| Nr. (ges.) | Nr. (St.) | Deutscher Titel               | Originaltitel              | Erstausstrahlung USA | Deutschsprachige Erstausstrahlung (D) | Regie        | Drehbuch                               | Produk- tionsnr. |
| --- | --------- | ----------------------------- | -------------------------- | -------------------- | ------------------------------------- | ------------ | -------------------------------------- | ---------------- |
| 1 | 1         | Zecken-Alarm                  | Tick-Tick-Tick             | 14. Juni 2002        | –                                     | Chris Bailey | Mark McCorkle & Bob Schooley           | 101              |
| Kim hat eine wichtige Mission und muss zur selben Zeit ihr Leben in den Griff kriegen, als ihr Ron auch noch Ärger mit der „Zu-Spät-Komm-Regel“ von Vertretungslehrer Mr. Barkin einhandelt. |           |                               |                            |                      |                                       |              |                                        |                  |
| 2 | 2         | Wahnsinn zahlt sich nicht aus | Bueno Nacho                | 28. Juni 2002        | –                                     | Chris Bailey | Julie DuFine & Amanda Rudolph Schwartz | 102              |
| Kim übernimmt einen Job bei „Bueno Nacho“, um sich mit dem verdienten Geld eine neue Jacke kaufen zu können, und bringt Ron dazu – wenn auch widerwillig – ebenfalls mitzumachen. Das stellt sich als Beginn einer unerwarteten Karriere von Ron als Assistentmanager heraus. Währenddessen plant der böse Dr. Drakken, Wisconsin von innerhalb eines riesigen Gebildes aus Käse zu zerstören, und schafft es dabei, Kim zu fangen. Nun muss sich Ron zwischen seiner Karriere und seiner Pflicht als Helferlein entscheiden. |           |                               |                            |                      |                                       |              |                                        |                  |
| 3 | 3         | Ein Affenzirkus               | Monkey Fist Strikes        | 13. Sep. 2002        | –                                     | Chris Bailey | Gary Sperling                          | 103              |
| Kim und Ron helfen dem Abenteurer Lord Monty Fiske eine Affenstatue zu bergen, der diese angeblich einem Museum übergeben will. Er benutzt diese jedoch mit drei anderen dazugehörigen Affenstatuen für ein Ritual, das ihn in einen furchterregenden Kung-Fu-Meister namens Monkey Fist verwandelt. Während Kim gezwungen ist, den Abend mit ihrem Cousin Larry zu verbringen, versucht Ron, Monkey Fist auf eigene Faust zu stoppen.                                                                                        |           |                               |                            |                      |                                       |              |                                        |                  |
| 4 | 4         | Späte Rache                   | Attack of the Killer Bebes | 2. Aug. 2002         | –                                     | Chris Bailey | Madellaine Paxson                      | 104              |
| Roboter, die verdächtig ähnlich wie die von Dr. Possibles altem College-Kollegen Drew Lipsky (Drakken) Entwickelten aussehen, entführen einen seiner ehemaligen Studienfreunde nach dem anderen. Währenddessen tritt Ron dem Cheerleading-Verein als Maskottchen bei – sehr zum Ärger von Kim. |           |                               |                            |                      |                                       |              |                                        |                  |
| 5 | 5         | Der neue Ron                  | The New Ron                | 7. Juni 2002         | –                                     | Chris Bailey | Mark Palmer                            | 105              |
| Als Ron seine neue Beliebtheit bemerkt, die auf seiner neuen Frisur basiert, zu der Kim ihn überredet hat, beschließt er, auch seine Persönlichkeit zu ändern, was allerdings zu einer jähen Besessenheit auf seine Haare führt. Ron und Kim fliegen nach Frankreich, wo sich Ron mehr Haargel kaufen will, und treffen auf einen Millionär, den Ron unbehelligt dazu inspiriert, ein Leben als Verbrecher zu führen. Nun müssen Kim und Ron Frankreich vor einem Blackout durch jenen bewahren.                              |           |                               |                            |                      |                                       |              |                                        |                  |
| 6 | 6         | Gehirnakrobatik               | Mind Games                 | 19. Juli 2002        | –                                     | Chris Bailey | Marsha F. Griffin                      | 106              |
| Drakkens neueste Erfindung führt zu einem Körpertausch von Kim und Ron. In dieser Zeit erfährt Kim, wie es ist, ein unbeliebter Außenseiter zu sein, während Ron die wahre Last der Verantwortung zu spüren bekommt. |           |                               |                            |                      |                                       |              |                                        |                  |
| 7 | 7         | Der kleine Prinz              | Royal Pain                 | 16. Aug. 2002        | –                                     | Chris Bailey | Madellaine Paxson                      | 107              |
| Um seine Sicherheit zu wahren, erlaubt es Kim dem Prinzen von Rodeghan, bei ihr in Middleton zu bleiben. Doch der snobistische Adlige tritt ausgerechnet bei der Wahl zum Schülersprecher an - und zwar gegen Kim. Schließlich wird die Lage noch durch das Ankommen einer Organisation verschlimmert, die das Ziel verfolgt, die Monarchie von Rodeghan zu stürzen. |           |                               |                            |                      |                                       |              |                                        |                  |
| 8 | 8         | Der Zwillingsfaktor           | The Twin Factor            | 27. Dez. 2002        | –                                     | Chris Bailey | Mark Palmer                            | 108              |
| Drakken stiehlt Gedankenkontroll-Technologie, die er beabsichtigt zu vervielfältigen, um damit die Weltherrschaft zu übernehmen. Da ihre Eltern ausgehen, ist Kim gezwungen ihre beiden Zwillingsbrüder mitzunehmen, die sich später wider Erwarten als sehr hilfreich erweisen. |           |                               |                            |                      |                                       |              |                                        |                  |
| 9 | 9         | Der Schockfroster             | Animal Attraction          | 10. Jan. 2003        | –                                     | Chris Bailey | Robin Riordan & Gary Sperling          | 109              |
| Kim verfällt dem neuesten Trend auf der Middleton High, Animology. Angeblich sagt dies den Charakter voraus und bestimmt die romantische Kompatibilität. Sie und Ron müssen Señor Senior Senior davon abhalten, den Millionärs-Klub zu vernichten, außerdem soll Kim - laut Animology - Señor Senior Juniors Seelenverwandte sein. |           |                               |                            |                      |                                       |              |                                        |                  |
| 10 | 10        | Sensationsmeldungen           | All The News               | 1. Nov. 2002         | –                                     | Chris Bailey | Laura McCreary                         | 110              |
| Um einen guten Artikel in der Schülerzeitung zu landen, schreibt Ron zu Kims Verärgerung, sie stehe auf den Quarterback der Footballmannschaft, was sie zu einem Date zwingt. Rons journalistische Karriere droht zu kippen, als er aufdeckt, dass die spektakulären Szenen einer TV-Stuntfrau nicht echt sind, und diese sich aufgrund der, aus dieser Enthüllung resultierenden, geringen Einschaltquoten an Ron rächen will.                                                                                               |           |                               |                            |                      |                                       |              |                                        |                  |
| 11 | 11        | Wiedersehen in Camp Heimweh   | Sink Or Swim               | 7. Juni 2002         | –                                     | Chris Bailey | Julie DuFine & Amanda Rudolph Schwartz | 111              |
| Auf dem Weg zu einem Cheerleading-Wettbewerb bekommt der Middleton-Cheer-Bus eine Panne in der Nähe eines alten Camps, mit dem Ron eine schlimme Vergangenheit teilt. Er begegnet Gill, einem Mutanten der Ron früher als Mensch immer ärgerte, und der jetzt Rache an ihm verüben will, da er ihn für seine Mutation verantwortlich macht. |           |                               |                            |                      |                                       |              |                                        |                  |
| 12 | 12        | Die Nummer Eins               | Number One                 | 12. Juli 2002        | –                                     | Chris Bailey | Mark Palmer                            | 112              |
| Die internationale Anti-Terror-Organisation Globale Gerechtigkeit stellt Kim einen arroganten Top-Agenten zur Verfügung, um den Entführer eines bekannten Wissenschaftlers aufzuspüren. Kims derzeitige Schwäche im Cheerleading-Team nutzt Bonnie aus, um sich zum neuen Kapitän wählen zu lassen. |           |                               |                            |                      |                                       |              |                                        |                  |
| 13 | 13        | Schwer verknallt              | Crush                      | 7. Juni 2002         | –                                     | Chris Bailey | Mark McCorkle & Bob Schooley           | 113              |
| Kim muss verhindern, dass der böse Dr. Drakken japanische Spieltechnologie stiehlt, um einen gigantischen Roboter zu bauen. Obwohl es ihr keine Probleme bereitet, die Machenschaften der Bösewichte zu durchkreuzen, fällt es Kim sehr schwer, jemanden für den bevorstehenden Tanz zu fragen. |           |                               |                            |                      |                                       |              |                                        |                  |
| 14 | 14        | Ninja-Affen im All            | Monkey Ninjas in Space     | 7. März 2003         | –                                     | Chris Bailey | Megeen McLaughlin                      | 114              |
| Monkey Fist entführt den intelligentesten Affen der Welt und gelangt mit diesem mithilfe der Raumstation von Middleton ins Weltall. Währenddessen erfährt Kim die Demütigung ihres Dads und Ron muss sich seiner Angst vor Affen stellen. |           |                               |                            |                      |                                       |              |                                        |                  |
| 15 | 15        | Billig währt am längsten      | Low Budget                 | 16. Mai 2003         | –                                     | Chris Bailey | Patricia Carr & Lara Olsen             | 115              |
| Als Kims Hose nach einem Kampf mit einem Alligator ruiniert wird, rät ihr Ron, nicht beim modischen Club Banana, sondern bei Smarty Mart einzukaufen, wobei er betont, dass Kims einziges Problem daran ist, dass es bei Smarty Mart kein Logo auf der Rückseite der Jeans gibt. Während ihres dortigen Aufenthaltes finden sie heraus, dass ein Smarty-Mart-Mitarbeiter plant, das Internet mithilfe von Barcodes abgelaufener Artikel zu zerstören.                                                                         |           |                               |                            |                      |                                       |              |                                        |                  |
| 16 | 16        | Mutantenjagd im Schnee        | Downhill                   | 21. Juni 2002        | –                                     | Chris Bailey | Brian Swenlin                          | 116              |
| Ein Schulskiausflug endet für Kim in einem Desaster, da es Bonnie geschafft hat, Kims Eltern als Reisebegleiter zu engagieren. Während sie Probleme mit der Anwesenheit ihrer Eltern hat, entdeckt Kim, dass ein angebliches legendäres Monster, das das Gebiet heimsucht, tatsächlich das Ergebnis eines Genexperiments der verrückten Genforscherin DNEsther ist. |           |                               |                            |                      |                                       |              |                                        |                  |
| 17 | 17        | Kim wird Trainerin            | Coach Possible             | 23. Aug. 2002        | –                                     | Chris Bailey | Laura McCreary                         | 117              |
| Nachdem sich Dr. Possible das Bein bricht, übernimmt Kim seinen Job als Trainer einer Fußballmannschaft. Kim fordert der Mannschaft um ihre beiden Zwillingsbrüder alles ab, sodass diese vor Anstrengung kaum noch laufen können. Währenddessen müssen sich Kim und Ron mit Señor Senior Senior und seinem Sohn befassen, der für seinen allerersten Bösewicht-Plan musikalische Elektro-Tiere und Neon-Gas gestohlen hat.                                                                                                   |           |                               |                            |                      |                                       |              |                                        |                  |
| 18 | 18        | Kleopatras Talisman           | Pain King vs. Cleopatra    | 6. Sep. 2002         | –                                     | Chris Bailey | Patricia Carr & Lara Olsen             | 118              |
| Ron und Kim gelangen an Karten für den großen Kampf zwischen den Wrestlern Pain King und Steel Toe. Ron, der Kim nicht von dem Event begeistern kann, befürchtet, ein neuer Freund habe sich zwischen sie gestellt. Ein neuartiger Feind plant, die Show zu unterbrechen, indem er ein magisches Amulett benutzt, das ihm die Kräfte des Anubis verleiht. |           |                               |                            |                      |                                       |              |                                        |                  |
| 19 | 19        | Die Klonarmee                 | Kimitation Nation          | 15. Nov. 2002        | –                                     | Chris Bailey | Kayte Kuch & Sheryl Scarborough        | 119              |
| Ein Designer kopiert Kims Missionsoutfit und macht es zum neuesten Modetrend. Nun hofft sie, dass sie durch ihre bekannte Kleidung von den Seniors der High School akzeptiert wird, muss jedoch erkennen, dass der Trend nur bei den ganzen Mädchen und ein paar Jungs wirkt. Drakken, durch den neuen Trend inspiriert, fasst den Plan, eine Armee aus Kim-Possible-Klonen zu erstellen. |           |                               |                            |                      |                                       |              |                                        |                  |
| 20 | 20        | Ein ganzer Kerl               | Ron the Man                | 25. Apr. 2003        | –                                     | Chris Bailey | Mark McCorkle & Bob Schooley           | 120              |
| Ron ist schockiert, als er vor Mr. Barkins gesamter Klasse erkennt, dass sein Rabbi niemals sein Bar-Mitzwa-Zertifikat unterzeichnet hat. Um nun seine Männlichkeit zu beweisen, trägt er einen Ring, der seine Kräfte um ein Vielfaches erhöht. Mittels der anderen Ringe versucht Drakken, eine Erfindung zu stehlen, die zuerst von Professor Dementor geklaut worden ist. |           |                               |                            |                      |                                       |              |                                        |                  |
| 21 | 21        | Halloween                     | October 31st               | 11. Okt. 2002        | –                                     | Chris Bailey | Mark Palmer                            | 121              |
| Während Kim gleichzeitig gegen Drakken, Shego und Killigan kämpft, befestigt sich versehentlich ein Armreif an ihrem Handgelenk. Sie findet heraus, dass der Armreif bei jeder Lüge wächst. Um auf eine Party mit Josh Mankey zu gehen, muss sie jedoch sowohl Ron als auch ihre Eltern anlügen, die ihr dafür ein Monat Hausarrest aufgeben. |           |                               |                            |                      |                                       |              |                                        |                  |

## Staffel 2
Die Erstausstrahlung der zweiten Staffel war vom 18. Juli 2003 bis zum 5. August 2004 auf dem US-amerikanischen Fernsehsender Disney Channel zu sehen. Episode 50 „Showdown im Wilden Westen (Showdown At The Crooked D)“ wurde erst am 25. März 2005 im Rahmen der dritten Staffel erstausgestrahlt.
| Nr. (ges.) | Nr. (St.) | Deutscher Titel                            | Originaltitel                        | Erstausstrahlung USA | Deutschsprachige Erstausstrahlung (D) | Regie            | Drehbuch                                                                                 | Produk- tionsnr. |
| --- | --------- | ------------------------------------------ | ------------------------------------ | -------------------- | ------------------------------------- | ---------------- | ---------------------------------------------------------------------------------------- | ---------------- |
| 22 | 1         | Der Ron-Faktor                             | The Ron Factor                       | 8. Aug. 2003         | –                                     | Steve Loter      | Gary Sperling                                                                            | 201              |
| Globale Gerechtigkeit führt eine intensive Studie von Ron durch, um zu ermitteln, ob er der Grund für Kims Erfolg ist. Unglücklicherweise hat eine rivalisierende Organisation namens W.E.E. ihre eigenen Pläne mit Ron. |           |                                            |                                      |                      |                                       |                  |                                                                                          |                  |
| 23 | 2         | Partner                                    | Partners                             | 12. März 2004        | –                                     | David Block      | Gary Sperling                                                                            | 202              |
| Kim hofft, dass sie in ihrem Wissenschaftskurs nicht Ron als Partner bekommt, muss aber nun mit einem Superhirn zusammenarbeiten, das sie nichts machen lässt. Ron bekommt stattdessen Monique als Partnerin, die aber bald schon wegen seiner Faulheit wütend auf ihn ist. Währenddessen versucht Drakken mit seinem Charme, DNEsther dazu zu bringen, einen furchterregenden Komodo-Drachen zu erschaffen. |           |                                            |                                      |                      |                                       |                  |                                                                                          |                  |
| 24 | 3         | Die künstliche Intelligenz                 | Grudge Match                         | 25. Juli 2003        | –                                     | David Block      | Gary Sperling                                                                            | 203              |
| Ron greift zu äußersten Maßnahmen, um die Aufmerksamkeit eines hübschen Mädchens beim Kino zu erregen. Kim deckt eine Verschwörung an der Raumstation auf, in der Top-Agenten-Technologie in Form von Kampfrobotern involviert ist. Hingegen anfänglicher Vermutung wurde die Technologie nicht dem leitenden Wissenschaftler gestohlen, sondern eben jener hat sie einer Amateur-Wissenschaftlerin geklaut, die er zu Beginn beschuldigt hatte. |           |                                            |                                      |                      |                                       |                  |                                                                                          |                  |
| 25 | 4         | Der Geistermeister                         | Vir-Tu-Ron                           | 12. Sep. 2003        | –                                     | Steve Loter      | Mark Palmer                                                                              | 204              |
| Das MMORPG World of Everlot befindet sich im eisernen Griff einer Figur mit dem Namen Geistermeister. Um Zita zu beeindrucken, spielt Ron das Spiel, allerdings mit der Hilfe von Experte Wade. Schließlich werden die beiden im Spiel gefangen und begegnen dem Geistermeister, der ebenfalls Zuneigung für Zita empfindet. Die einzige Fluchtmöglichkeit besteht nun aus dem Tunnellord, der als einziger dem Geistermeister ebenbürtig ist. |           |                                            |                                      |                      |                                       |                  |                                                                                          |                  |
| 26 | 5         | Ron, der Hauswirtschaftslehrer             | Two To Tutor                         | 1. Aug. 2003         | –                                     | David Block      | Kurt Weldon                                                                              | 205              |
| Ron, der seine neuen Fähigkeiten in Hauswirtschaftslehre beim Kochen entfaltet, muss Kim, die genau das Gegenteil an Können unter Beweis stellt, das Fach nun unterrichten. Währenddessen ist Shego damit beschäftigt, Señor Senior Junior wiederum die Lehre des Verbrechens beizubringen. Als das Duo plant, ein wertvolles Backrezept zu stehlen, muss Kim das durch Rons Unterrichtsstunden angeeignete Wissen anwenden. |           |                                            |                                      |                      |                                       |                  |                                                                                          |                  |
| 27 | 6         | Tierisch genial                            | Naked Genius                         | 18. Juli 2003        | –                                     | Steve Loter      | Matt Negrete                                                                             | 206              |
| Nachdem es Kim einmal mehr geschafft hat, Dr. Drakken vom Benutzen einer geheimen Maschine abzuhalten, entwickelt Ron plötzlich tiefgründiges Wissen und Intelligenz in Algebra. Daraufhin wird er von Drakken gekidnappt und gezwungen, für jenen eine Weltuntergangsmaschine zu bauen. Nun liegt es an Kim und Rufus, der der eigentliche Grund für Rons neuartige Schlauheit war, diesen zu retten. |           |                                            |                                      |                      |                                       |                  |                                                                                          |                  |
| 28a | 7         | Rufus, der Hundestar                       | Rufus in Show                        | 22. Aug. 2003        | –                                     | David Block      | Eddie Guzelian                                                                           | 207a             |
| Bei einer Hundeshow gibt Ron vor, Rufus sei ein haarloser peruanischer Hund, sodass es Kim möglich ist, die Villa eines Meisterdiebes zu untersuchen. |           |                                            |                                      |                      |                                       |                  |                                                                                          |                  |
| 28b | 8         | Der Mikrochip X-14                         | Adventures In Rufus-Sitting          | 22. Aug. 2003        | –                                     | David Block      | Eddie Guzelian                                                                           | 207b             |
| Kim vereinbart mit Ron, dass sie, solange er in Frankreich ist, auf Rufus aufpasst. Dort erlebt Ron eine Reihe von Ereignissen, da Shego, Killigan und Monkey Fist versuchen, ihm einen Chip zu entwenden, den er unwissentlich verschluckt hat. |           |                                            |                                      |                      |                                       |                  |                                                                                          |                  |
| 29 | 9         | Motor Ed                                   | Motor Ed                             | 21. Mai 2004         | –                                     | David Block      | Laura McCreary                                                                           | 208              |
| Nach einer Reihe von High-Tech-Diebstählen muss Kim den Plan eines bösen Wissenschaftlers, der eine Vorliebe für Rock und Trucks hat, vereiteln und bekommt dabei ein Wenig Hilfe von ihrem neuen Freund Felix. |           |                                            |                                      |                      |                                       |                  |                                                                                          |                  |
| 30 | 10        | Das furchtlose Frettchen                   | The Fearless Ferret                  | 3. Okt. 2003         | –                                     | Steve Loter      | Brian Swenlin                                                                            | 209              |
| Nach einem Ausflug im Krankenhaus trifft Ron auf einen alten Mann, den er als früheren „Furchtloses-Frettchen“-Darsteller wiedererkennt. Nun will der begeisterte Ron mit der Kleidung und den Werkzeugen des „Furchtlosen Frettchens“ den Kampf gegen das Böse wiederaufnehmen. Doch Frettchens alter Erzfeind „Weißstreifchen“ stellt sich Ron in den Weg und will sich für vergangene Taten rächen. Schließlich entdeckt auch Kim Rons geheime Heldenkarriere und erkennt, dass in seinem Mentor mehr steckt, als es der Anblick vermuten lässt.                                   |           |                                            |                                      |                      |                                       |                  |                                                                                          |                  |
| 31 | 11        | Die goldenen Jahre                         | The Golden Years                     | 5. Sep. 2003         | –                                     | David Block      | Earl Kress                                                                               | 210              |
| Kim ist bei ihrer Oma 'Nana' in Florida zu Besuch, hat aber erheblich Probleme mit deren Überfürsorglichkeit. Zur gleichen Zeit befindet sich auch Drakken dort, dessen Plan es ist, die Gedanken der Jugendlichen zu kontrollieren, indem er die Signale von MP3-Playern einfängt. Dies läuft jedoch schief, da Drakken versehentlich stattdessen die Signale der Hörgeräte von Rentnern, und damit auch von Kims Oma, anpeilt. |           |                                            |                                      |                      |                                       |                  |                                                                                          |                  |
| 32 | 12        | Die Orientierungswoche                     | Job Unfair                           | 29. Aug. 2003        | –                                     | David Block      | Nicole Dubuc                                                                             | 211              |
| Kim verfolgt eine heiße Spur von Drakken und Shego, nachdem diese eine Wettermaschine gestohlen haben, mit der sie vorhaben, Kanada anzugreifen. Zur selben Zeit muss Kim ein Praktikum beim Hausmeister absolvieren, während Ron einen geheimen Spion als Mentor hat. |           |                                            |                                      |                      |                                       |                  |                                                                                          |                  |
| 33 | 13        | Königin Bebe                               | Queen Bebe                           | 19. Dez. 2003        | –                                     | David Block      | Greg Weisman                                                                             | 212              |
| Kim hat Schwierigkeiten, ihre Aktivitäten und Verpflichtungen in ihren Vereinen und Schulorganisationen unter einen Hut zu bekommen. Zu allem Übel ist es den Bebes gelungen, auf mysteriöse Weise zurückzukehren, aber diesmal mit für den Menschen zu schnellen Kampffähigkeiten. Kim benutzt von Wade gebaute Speed-Schuhe, um die Bebes und ihre Königin aufzuhalten, beachtet dabei allerdings dessen Warnung nicht, die Schuhe nicht zu oft zu tragen. |           |                                            |                                      |                      |                                       |                  |                                                                                          |                  |
| 34 | 14        | Die Fahrprüfung                            | Car Trouble                          | 15. Aug. 2003        | –                                     | Steve Loter      | Bill Motz & Bob Roth                                                                     | 213              |
| Nachdem Kim ihre Fahrprüfung nicht bestanden hat, bekommt sie Besuch von einem empfindungsfähigen, automatisierten Fahrzeug namens Sadie, dessen Erfinder von Dr. Drakken entführt worden ist. Mit betrügerischer Hilfe von Sadie besteht Kim die Führerscheinprüfung, muss aber nun ihre tatsächlichen Fahrfähigkeiten unter Beweis stellen, um Drakken und seine Armee von Destructobots aufzuhalten und Dr. Freeman zu retten. |           |                                            |                                      |                      |                                       |                  |                                                                                          |                  |
| 35 | 15        | Die Familienzusammenführung                | Go Team Go                           | 30. Jan. 2004        | –                                     | David Block      | Nicole Dubuc                                                                             | 214              |
| Kim und Ron machen einen Ausflug in die Großstadt Go City, wo sie während ihres Aufenthalts im Bueno Nacho von dem vogelartigen Bösewicht Aviarius attackiert werden. Dabei erlangt sie durch Zufall die Superkräfte eines maskierten Helden. Schließlich werden die beiden mit dem auf den Ruhestand zusteuerndem Team Go bekannt gemacht, wobei Kim erkennt, dass es sich hierbei um Shegos Familie handelt. Nachdem Aviarius auch noch zwei der Teammitglieder kidnappt und die restlichen ebenfalls ihrer Kräfte beraubt, ist die Hilfe von niemand Geringerem als Shego gefragt. |           |                                            |                                      |                      |                                       |                  |                                                                                          |                  |
| 36 | 16        | Weihnachten bei den Possibles              | A Very Possible Christmas            | 5. Dez. 2003         | –                                     | David Block      | Mark Palmer                                                                              | 215              |
| Ron ist enttäuscht, da seine Lieblingsweihnachtssendung Schneemann Hank eingestellt wurde. Er hat vor, Drakkens Pläne allein zu durchkreuzen, sodass Kim an Weihnachten zusammen mit ihrer Familie feiern kann. Als Ron und Drakken allerdings am Nordpol festsitzen, reist die gesamte Possible-Familie den weiten Weg ebenfalls dorthin. Währenddessen erkennt Ron, dass auch Drakken ein großer Fan von Schneemann Hank ist, und als schließlich auch die Possibles eintreffen, vergessen alle ihren Zwist, um gemeinsam fröhlich das Weihnachtsfest zu feiern.                    |           |                                            |                                      |                      |                                       |                  |                                                                                          |                  |
| 37 | 17        | Der Muttertag                              | Mother’s Day                         | 7. Mai 2004          | –                                     | Steve Loter      | Handlung: Nunzio DeFilippis & Christina Weir Schauspiel: Thomas Hart                     | 216              |
| Um an Muttertag die Bindung zwischen Kim und ihrer Mutter zu erhalten, entscheiden sie sich, Drakken dieses Mal gemeinsam aufzuhalten. Dieser hat jedoch seinerseits Probleme mit seiner Mutter, die zu Besuch kommt, was sein Plan, eine Ladung Syntho-Plasma zu stehlen, erheblich erschwert. |           |                                            |                                      |                      |                                       |                  |                                                                                          |                  |
| 38a | 18        | Der Killer-Pudel                           | Rufus Vs. Commodore Puddles          | 14. Nov. 2003        | –                                     | Steve Loter      | Brian Sintay                                                                             | 217a             |
| Drakken und Shego haben vor, mit einem gewaltigen Killer-Pudel Area 51 zu infiltrieren, während Ron die Gelegenheit nutzt, um einen Monster-Film zu drehen. |           |                                            |                                      |                      |                                       |                  |                                                                                          |                  |
| 38b | 19        | Angriff der Schneemänner                   | Day Of The Snowmen                   | 14. Nov. 2003        | –                                     | Steve Loter      | Joseph Molinari                                                                          | 217b             |
| Aggressive Schneemänner erwachen nach einem außergewöhnlichen Sturm zum Leben und greifen Middleton an. |           |                                            |                                      |                      |                                       |                  |                                                                                          |                  |
| 39 | 20        | Mission zwischen den Zeiten: Gegenwart     | A Sitch in Time (Part One: Present)  | 28. Nov. 2003        | –                                     | Steve Loter      | Bill Motz & Bob Roth                                                                     | 218              |
| Ron ist unerwartet gezwungen, wegzuziehen, was die Zukunft des Teams in Frage stellt. Mittlerweile haben sich Drakken, Shego, Killigan und Monkey Fist zusammengeschlossen, um den Zeitaffen zu stehlen, welcher es ihnen ermöglicht, durch die Zeit zu reisen, wodurch sie die Chance haben, Kim schon in den Anfängen ihrer Karriere als Schurkenbekämpferin eben davon abzuhalten. |           |                                            |                                      |                      |                                       |                  |                                                                                          |                  |
| 40 | 21        | Mission zwischen den Zeiten: Vergangenheit | A Sitch in Time (Part Two: Past)     | 28. Nov. 2003        | -                                     | Steve Loter      | Bill Motz & Bob Roth                                                                     | 219              |
| Kim reist in die Vergangenheit, um die Bösewichte daran zu hindern, in das Leben der jungen Kim einzugreifen und dem obersten Herrscher mehr Macht zu verleihen. Sie muss jedoch erkennen, dass ihre Feinde immer einen Schritt voraus zu sein scheinen. Schließlich will die Schurkentruppe in der Zeit zuschlagen, als Kim am verwundbarsten war, und zwar noch vor ihrer Schulzeit. Nach dem Scheitern dieses Plans haben sie vor, sich bei Kims allererster Rettungsmission einzumischen.                                                                                         |           |                                            |                                      |                      |                                       |                  |                                                                                          |                  |
| 41 | 22        | Mission zwischen den Zeiten: Zukunft       | A Sitch in Time (Part Three: Future) | 28. Nov. 2003        | –                                     | Steve Loter      | Bill Motz & Bob Roth                                                                     | 220              |
| Kim nimmt den Kampf gegen Shego auf, die in der Zukunft die tatsächliche Herrscherin Middletons ist. Zusammen mit einer Gruppe von Rebellen, die unter anderem aus den erwachsenen Versionen früherer Freunde besteht, muss sie die ehemalige Handlangerin aufhalten. |           |                                            |                                      |                      |                                       |                  |                                                                                          |                  |
| 42 | 23        | Verborgene Talente                         | Hidden Talent                        | 2. Jan. 2004         | –                                     | David Block      | Michael A. Newton                                                                        | 221              |
| Ron meldet die widerwillige Kim bei einem Talentwettbewerb an, nachdem Bonnie ihre Absicht verkündet, jedweden Wettkampf zu gewinnen. Kims Plan zu singen, wird durch Wade unterbrochen, der ihr erklärt, dass Professor Dementor Teleportationstechnologie gestohlen hat. Kim vermutet allerdings, dass die Technologie nicht gestohlen werden konnte. |           |                                            |                                      |                      |                                       |                  |                                                                                          |                  |
| 43 | 24        | Rückkehr nach Camp Heimweh                 | Return To Wannaweep                  | 16. Jan. 2004        | –                                     | David Block      | Matt Negretez                                                                            | 222              |
| Um bei einem Wettbewerb anzutreten, übernachtet die Cheerleading-Mannschaft ausgerechnet in Camp Heimweh. Während Kim Probleme damit hat, ihr Zimmer mit der unausstehlichen Bonnie zu teilen, kämpft Ron mit der Angst vor einem scheinbar zurückgekehrten Gil. |           |                                            |                                      |                      |                                       |                  |                                                                                          |                  |
| 44 | 25        | Ein Date mit Hindernissen                  | Blush                                | 20. Feb. 2004        | –                                     | David Block      | Laura McCreary                                                                           | 223              |
| Gerade als es zwischen Kim und Josh Mankey allmählich romantisch wird, wird Kim von Drakken mit einer Art Pollen besprüht, die bewirken, dass immer wenn Kim verlegen wird, ein Teil von ihr verschwindet. Rons und Wades Versuche, an eine weitere Dosis der Pollen zu gelangen, erweist sich als schwierig, als Kim von Josh nach einem Date gefragt wird. Zu allem Übel muss Kim auch noch gegen Drakken und seine „Verlegenheitsninjas“ kämpfen. |           |                                            |                                      |                      |                                       |                  |                                                                                          |                  |
| 45 | 26        | Das Affen-Amulett                          | The Full Monkey                      | 13. Feb. 2004        | –                                     | David Block      | Thomas Hart & Zach Stones                                                                | 224              |
| Kim kommt versehentlich mit einem mystischen Affenamulett in Berührung, das sie nun immer mehr zum Affen mutieren lässt. Ron trifft auf einen anderen Affen, den er fälschlicherweise für die mutierte Kim hält und sucht verzweifelt einen Weg, Kim wieder normal werden zu lassen. Außerdem entstehen weitere Probleme, wie zum Beispiel die Gefahr, Josh Mankey zu begegnen. |           |                                            |                                      |                      |                                       |                  |                                                                                          |                  |
| 46 | 27        | Das Lotus-Schwert                          | Exchange                             | 7. Nov. 2003         | –                                     | Steve Loter      | Thomas Hart                                                                              | 225              |
| Die Middleton High empfängt einen mysteriösen, gutaussehenden japanischen Schüler mit Namen Hirotaka, während sich Ron als Austauschschüler zu einer geheimen japanischen Ninja-Schule begibt. Um die Gunst von Hirotaka zu erlangen, liefern sich Kim und Monique ein eiskaltes Duell darum, wer ihn mehr beeindrucken kann. In Japan hat es Ron derweil mit Lord Monkey Fist zu tun, der mit Hilfe eines Verräters versucht, an das sehr mächtige Lotus-Schwert zu gelangen. |           |                                            |                                      |                      |                                       |                  |                                                                                          |                  |
| 47 | 28        | Die Popstars                               | Oh Boyz                              | 2. Apr. 2004         | –                                     | Steve Loter      | Handlung: Nunzio DeFilippis & Christina Weir Schauspiel: Kayte Kuch & Sheryl Scarborough | 226              |
| Um seinen Sohn bei seinem Vorhaben, ein gefeierter Popstar zu werden, zu helfen, entführt Señor Senior Senior die beliebte Band Oh Boyz, mit denen er deren Plattenfirma erpressen will. Schließlich wird auch noch Ron gefangen, allerdings steigen die Verkaufszahlen der Oh Boyz aufgrund ihres Verschwindens in die Höhe, wodurch der Plattenfirmenmanager nicht daran denkt, seine Band zurückzuholen. Nun liegt es an Kim allein, Ron und die Gruppe zu retten. |           |                                            |                                      |                      |                                       |                  |                                                                                          |                  |
| 48 | 29        | Der Finanzberater                          | Triple S                             | 26. Juli 2004        | –                                     | Steve Loter      | Nicole Dubuc                                                                             | 227              |
| Nach einer langen Liste von Versuchen, ein Sportler zu werden, bekommt Ron seine finale Chance bei den X-Games, wo Kim eine Reihe von Überfällen aufdecken muss. |           |                                            |                                      |                      |                                       |                  |                                                                                          |                  |
| 49 | 30        | Ron, der Millionär                         | Ron Millionaire                      | 4. Juni 2004         | –                                     | Nicholas Filippi | Bill Motz & Bob Roth                                                                     | 228              |
| Ron erhält aufgrund seiner Erfindung des „Nacos“ (Folge 1.2 „Wahnsinn zahlt sich nicht aus“) Tantieme in Höhe von neunundneunzig Millionen Dollar, die er aber für neue falsche Freunde und sehr viel Essen verschwendet. Auch Dr. Drakken bemerkt dies und versucht, Ron das neu erworbene Vermögen abzuknöpfen, um seinen aktuellen Weltuntergangsplan zu vollenden. |           |                                            |                                      |                      |                                       |                  |                                                                                          |                  |
| 50 | 31        | Showdown im Wilden Westen                  | Showdown At The Crooked D            | 25. März 2005        | –                                     | Steve Loter      | Mark Palmer                                                                              | 229              |
| Kim und ihre Familie statten ihrem Onkel in Montana einen Besuch ab, wo Kim mit ihrer Cousine Joss fertigwerden muss, ihre größte Bewunderin und Nachahmerin. Zusammen versuchen sie, Drakkens neueste Pläne zu durchkreuzen. |           |                                            |                                      |                      |                                       |                  |                                                                                          |                  |
| 51 | 32        | Ausflug in die Geschichte                  | Rewriting History                    | 5. Aug. 2004         | –                                     | David Block      | Michael A. Newton                                                                        | 230              |
| Kim deckt einen Jahrzehnte alten Skandal auf, bei dem ein sonderbares Energiespeicherungsgerät angeblich von einer ihrer Vorfahrinnen gestohlen wurde, wobei auch die Vorfahren vieler anderer Bekannter, u. a. von Ron, Wade, Drakken und Professor Dementor, involviert waren. Kim muss schnell handeln, sowohl, um die Unschuld ihrer Vorfahrin zu beweisen, als auch, um das Gerät zu finden, das seitdem aktiv war, und nun droht, Middleton mit einer gewaltigen Explosion zu zerstören.                                                                                        |           |                                            |                                      |                      |                                       |                  |                                                                                          |                  |
| 52a | 33        | Die Erkältung                              | Sick Day                             | 23. Apr. 2004        | –                                     | David Block      | Thomas Hart & Matt Negrete                                                               | 231a             |
| Kim fängt sich eine starke Erkältung von den Zwombies ein, will aber trotz ihrer Erkrankung eine geheime Maschine bewachen. Aufgrund ihrer Schwächung ist es Drakken und Shego ein Leichtes, die Maschine zu stehlen. Kims Mutter beharrt darauf, dass Kim im Bett ihre Erkältung auskuriert, woraufhin sich Ron und die wieder gesunden Zwillinge daran machen, die Maschine zurückzuholen. Nachdem die Maschine in Sicherheit ist, bekommt letztendlich jeder auf beiden Seiten eine Erkältung.                                                                                     |           |                                            |                                      |                      |                                       |                  |                                                                                          |                  |
| 52b | 34        | Die Wahrheit tut weh                       | The Truth Hurts                      | 23. Apr. 2004        | –                                     | David Block      | Matt Negrete                                                                             | 231b             |
| Bei der Mission, einen bekannten Wissenschaftler zu retten, werden Kim und Ron von einem seltsamen Strahl getroffen. Es stellt sich heraus, dass die beiden von nun an nur noch die Wahrheit aussprechen können. Während Ron überraschend gut mit seiner neuen Ehrlichkeit umgeht, hat Kim riesige Probleme, als Dr. Possibles Bosse zu Hause zu Besuch kommen. |           |                                            |                                      |                      |                                       |                  |                                                                                          |                  |

## Staffel 3
Die Erstausstrahlung der dritten Staffel war vom 25. September 2004 bis zum 10. Juni 2006 auf dem US-amerikanischen Fernsehsender Disney Channel zu sehen.
| Nr. (ges.) | Nr. (St.) | Deutscher Titel             | Originaltitel                                     | Erstausstrahlung USA | Deutschsprachige Erstausstrahlung (D) | Regie       | Drehbuch                     | Produk- tionsnr. |
| --- | --------- | --------------------------- | ------------------------------------------------- | -------------------- | ------------------------------------- | ----------- | ---------------------------- | ---------------- |
| 53 | 1         | Motor Eds Rückkehr          | Steal Wheels                                      | 25. Sep. 2004        | –                                     | Steve Loter | Brian Swenlin                | 301              |
| Um ihn unter sittlich guten Umständen neu zu erziehen, bringt Tante Lipsky ihren Neffen Eddie (alias Motor Ed) zu seinem Cousin Drew (alias Dr. Drakken), von dem sie denkt, er sei ein ehrlicher Bürger. Zusammen entwickeln sie den Plan, die Technologie, die Felix’ Rollstuhl betreibt, zu stehlen. Dieser befindet sich gerade bei einem Videospielabend mit Ron. Kim ist eifersüchtig, da Ron so viel Zeit mit Felix verbringt, muss aber bei ihren Versuchen, sich bei den beiden zu integrieren, erkennen, dass sie nicht deren Leidenschaften teilt.                               |           |                             |                                                   |                      |                                       |             |                              |                  |
| 54 | 2         | Stimmungsschwankungen       | Emotion Sickness                                  | 15. Okt. 2004        | –                                     | Steve Loter | Brian Swenlin                | 302              |
| Kim muss erneut Dr. Drakken aufhalten, der versucht, stimmungsbestimmende Chips von Cyrus Bortel zu stehlen, die sich während des Kampfes an Kim und Shego anheften. Im Eifer des Gefechts nimmt Ron statt des Kimmunicators den Controller für die Chips mit, die er versehentlich aktiviert. Das führt zu einigen peinlichen Momenten und Stimmungsschwankungen bei Shego und Kim, da Ron das Gerät für ein Videospiel hält. Von Zorn und Trauer über Liebe und Fröhlichkeit – die verwirrten Ron und Drakken sind den Gefühlen der beiden ausgesetzt.                                    |           |                             |                                                   |                      |                                       |             |                              |                  |
| 55 | 3         | Eine klebrige Angelegenheit | Bonding                                           | 22. Okt. 2004        | –                                     | Steve Loter | John Behnke & Rob Humphrey   | 303              |
| Nach der erfolglosen Mission, Professor Dementor zu stoppen, trägt Ron einen speziellen Klebstoffball bei sich, den er dann jedoch fallen lässt, woraufhin Kim an Bonnie und Ron an Mr. Barkin festgeklebt werden. Nun erleben sie das Leben ihres jeweiligen „Partners“ aus ihrer Sicht, und müssen zusammen einmal mehr Professor Dementor aufhalten. |           |                             |                                                   |                      |                                       |             |                              |                  |
| 56 | 4         | Der böse Ron                | Bad Boy                                           | 14. Jan. 2005        | –                                     | Steve Loter | Nicole Dubuc                 | 304              |
| Da Ron auf einer bevorstehenden Hochzeit den Sticheleien seines frechen Cousins Shawn entgehen will, schlägt Kim ihm eine freundschaftliche Verabredung vor. Ron findet dies zwar „merkwürzig“, allerdings gibt er nach. Währenddessen versucht Dr. Drakken, ein Gerät von Hench & Co. namens Grobianator zu benutzen, um noch böser zu werden. Der Plan wird aber von Kim durchkreuzt, die die Maschine gerade im Prozess des Böse-Energie-Umleitens zerbricht, wodurch sich Ron in einen exzentrischen Superschurken und Drakken in einen netten, Gewalt verabscheuenden Mann verwandelt. |           |                             |                                                   |                      |                                       |             |                              |                  |
| 57, 58, 59 | 5         | Invasion der Roboter        | So the Drama                                      | 8. Apr. 2005         | –                                     | Steve Loter | Mark McCorkle & Bob Schooley | 305, 306, 307    |
| Am Vorabend des Abschlussballes von Kims High School plant Drakken endgültig, die Welt zu erobern, indem er versucht, Kims Schwächen herauszufinden. Durch das Erscheinen eines neuen Jungen namens Eric an der Schule, wird Kims und Rons Beziehung vernachlässigt. Schließlich sind sie gezwungen, ihre wahren Gefühle füreinander zu ermitteln. |           |                             |                                                   |                      |                                       |             |                              |                  |
| 60 | 6         | Seriencocktail              | Dimension Twist                                   | 1. Apr. 2005         | –                                     | Steve Loter | Tracy Berna                  | 308              |
| Eine von Drakken gestohlene Erfindung befördert ihn, Shego, Kim, Ron und Rufus in einen scheinbar endlosen Kreislauf aus TV-Sendungen der Welt des Kabelfernsehens. Notiz: Die Episode enthält mehrere Anspielungen auf Serien wie Tom und Jerry, Friends oder Star Trek. |           |                             |                                                   |                      |                                       |             |                              |                  |
| 61a | 7         | Überfällig                  | Overdue                                           | 15. Apr. 2005        | –                                     | Steve Loter | Jim Peterson & Brian Swenlin | 309a             |
| Ron macht sich auf den Weg von einem Erzfeind von Kim zum anderen, um an ein überfälliges Buch zu gelangen, das er verloren hat, für das Kim jedoch verantwortlich gemacht wird. |           |                             |                                                   |                      |                                       |             |                              |                  |
| 61b | 8         | Die Riesenschaben           | Roachie                                           | 15. Apr. 2005        | –                                     | Steve Loter | Jim Peterson & Brian Swenlin | 309b             |
| Als ein Wissenschaftler eine Armee von Riesen-Insekten Middleton angreifen lässt, freundet sich Ron unerwartet mit einer der Schaben an. |           |                             |                                                   |                      |                                       |             |                              |                  |
| 62 | 9         | Kim als Hollywood-Heldin    | And The Mole Rat Will Be CGI - Kim Goes Hollywood | 10. Juni 2006        | –                                     | Steve Loter | Mark Drop                    | 310              |
| Nachdem Kim einen Hollywood-Regisseur rettet, ist dieser so von ihr beeindruckt, dass er über sie einen Film drehen will. Dafür verfolgen die jeweiligen Schauspieler das Leben von Kim und Ron. Während Kim unter der Bekanntheit ihrer Schauspielerin leidet, schafft es Ron nicht, seinem Double seine „Ronheit“ zu vermitteln. Schließlich wird der Dreh von Señor Senior Junior unterbrochen, der Anspruch auf die Rolle des Bösewichts erhebt. |           |                             |                                                   |                      |                                       |             |                              |                  |
| 63 | 10        | Drakken rappt               | Rappin’ Drakken                                   | 25. Juni 2005        | –                                     | Steve Loter | Mark McCorkle & Bob Schooley | 311              |
| Nachdem sein letzter Plan bemerkenswert leicht verhindert worden ist, entwickelt Drakken ein Shampoo, das bei Gebrauch Gedanken manipulieren kann. Um auf sein Produkt aufmerksam zu machen, tritt er im Fernsehen bei einer Singshow auf. Um Drakken aufzuhalten, ist Kim gezwungen, ebenfalls beim Casting teilzunehmen. |           |                             |                                                   |                      |                                       |             |                              |                  |
| 64 | 11        | Das Sensei-Affenchaos       | Gorilla Fist                                      | 18. Nov. 2005        | –                                     | Steve Loter | Mark McCorkle & Bob Schooley | 312              |
| Yori, eine frühere Partnerin Rons auf der Yamanuchi-Schule in Japan (siehe Das Lotus-Schwert), benötigt dessen Hilfe, da ihr Sensei vermutlich von Monkey Fist entführt worden ist. Daraufhin wird Kim eifersüchtig und verfolgt die beiden bei ihren Vorhaben. |           |                             |                                                   |                      |                                       |             |                              |                  |
| 65 | 12        | Team Impossible             | Team Impossible                                   | 26. Aug. 2005        | –                                     | Steve Loter | John Behnke & Rob Humphrey   | 313              |
| Das Team Impossible, die Nummer Eins in Sachen Action- und Rettungsmissionen, versucht, Kims Karriere als Schurkenbekämpferin zu beenden, da sich diese schlecht auf ihren Profit auswirkt. Als Kim sich weigert aufzuhören, muss sie erkennen, dass all ihre Transportmöglichkeiten nicht mehr verfügbar sind. Sie findet heraus, dass Team Impossible selbst die Ursache dafür ist, und ist so gezwungen, sich ihren neuen Konkurrenten zu stellen. |           |                             |                                                   |                      |                                       |             |                              |                  |

## Staffel 4
Die Erstausstrahlung der vierten Staffel war vom 10. Februar bis zum 7. September 2007 auf dem US-amerikanischen Fernsehsender Disney Channel zu sehen.
| Nr. (ges.) | Nr. (St.) | Deutscher Titel                         | Originaltitel                | Erstausstrahlung USA | Deutschsprachige Erstausstrahlung (D) | Regie       | Drehbuch                          | Produk- tionsnr. |
| --- | --------- | --------------------------------------- | ---------------------------- | -------------------- | ------------------------------------- | ----------- | --------------------------------- | ---------------- |
| 66 | 1         | Gefahr im Anzug                         | Ill-Suited                   | 10. Feb. 2007        | –                                     | Steve Loter | Brian Swenlin                     | 401              |
| Der Sommer ist vorüber und Kim und Ron, die nun immer noch ein Paar sind, befinden sich jetzt in ihrem Senior-Jahr auf der High School. Bonnie ist aufgrund der Beziehung der beiden skeptisch, da für sie die Regel gilt, dass der Freund eines Cheerleaders auch ein Sportler sein sollte. Daraufhin glaubt Ron, er sei nicht gut genug für Kim, und „borgt“ sich heimlich Kims Kampfanzug, um mit dessen Hilfe in die Footballmannschaft zu gelangen. Mittlerweile hat auch Dementor von dem Spezialanzug erfahren und versucht, diesen ebenfalls zu stehlen, um ihn für eigene Zwecke zu verwenden. |           |                                         |                              |                      |                                       |             |                                   |                  |
| 67 | 2         | Die rasende Rakete                      | Car Alarm                    | 17. Feb. 2007        | –                                     | Steve Loter | John Behnke & Rob Humphrey        | 402              |
| Kim ist es endlich gelungen, an ein eigenes Fahrzeug zu gelangen: ein uraltes, rostiges Auto, das einst ihrem Dad gehörte. Die Zwillinge melden sich freiwillig, den Schrotthaufen zu reparieren, im Gegenzug dafür, dass Kim sie überall hinfährt, wann immer sie wollen. Währenddessen wird Shego von Motor Ed aus dem Gefängnis befreit, da dieser sie bei seinem neuen Plan, ein Raketenauto zu bauen, braucht. |           |                                         |                              |                      |                                       |             |                                   |                  |
| 68 | 3         | Die Formwandlerin                       | Trading Faces                | 10. Feb. 2007        | –                                     | Steve Loter | Kim Duran                         | 403              |
| Kims Brüder kommen durch ihre Hochbegabung an Kims Schule und sogar in ihren Statistik-Kurs. Die neuen Stars Britina, Emsi Hanni und zuletzt Dalet stehlen kostbare Sachen bei Ausstellungen, jedoch erkennt Wade, dass diese jeweils zweimal zur selben Zeit an anderen Orten waren. Schließlich erkennt Kim in der Nanomorphen (Gestaltveränderer) Camille Leon (nach Chamäleon) ihre Gegnerin und kann ihr mithilfe ihrer Brüder das Handwerk legen. |           |                                         |                              |                      |                                       |             |                                   |                  |
| 69 | 4         | Die Pseudo-Entführung                   | The Big Job                  | 10. Feb. 2007        | –                                     | Steve Loter | Kurt Weldon                       | 404              |
| Shego wird von Senior Senior Junior aus dem Gefängnis befreit und er will die fünf reichsten Männer (darunter seinen Vater) entführen. Kim will das verhindern, doch am Ende wissen nicht einmal die betroffenen Entführten davon, da sie währenddessen Poker gespielt haben. Kim muss nun Mr. Smarty aus den Händen Shegos befreien. Hierdurch bekommt Ron einen Job im Smartymarkt und Kim ist froh, denn nun lädt Ron sie nicht nur mit Gutscheinen, sondern mit seinem festen Gehalt ein. |           |                                         |                              |                      |                                       |             |                                   |                  |
| 70 | 5         | Drakken im All                          | Mad Dogs and Aliens          | 24. Feb. 2007        | –                                     | Steve Loter | Brian Swenlin                     | 405              |
| 71 | 6         | Die Modemafia                           | Fashion Victim               | 14. Apr. 2007        | –                                     | Steve Loter | Kim Duran                         | 406              |
| Monique steigt zur Assistentin der Geschäftsführung im Club Banana auf. Doch sie erkennt Kim beim Stehlen des neuesten Designs. Die Formwandlerin Camille hat sich in Kim verwandelt und konnte so das Design verkaufen. Ron ist unterdessen mit Herrn Barkin in einer Truhe eingesperrt, während Ron besonnen bleibt, wird Mr. Barkin immer verrückter. Kim und Monique können Camilles Plan vereiteln und Ron sowie Mr. Barkin kommen frei. |           |                                         |                              |                      |                                       |             |                                   |                  |
| 72 | 7         | Ron XXL                                 | Grande Size Me               | 3. März 2007         | –                                     | Steve Loter | Kurt Weldon                       | 407              |
| 73 | 8         | Gut gekleidet ist halb gewonnen         | Clothes Minded               | 17. März 2007        | –                                     | Steve Loter | Kim Duran and Stephanie Phillips  | 408              |
| 74 | 9         | Amors Liebesstrahl                      | The Cupid Effect             | 10. Feb. 2007        | –                                     | Steve Loter | Charleen Easton                   | 409              |
| Der fünf Jahre jüngere Wade ist in die beste Freundin von Kim, Monique, verknallt. Doch sie will von ihm nichts wissen. Wade erfindet daraufhin einen Liebesstrahl (auch Cupidostrahl nach Cupido), mit diesem gelingt es ihm Monique für wenige Minuten dazu zu bringen, dass sie sich unsterblich in ihn verliebt. Ron bringt Wade und Monique und sich und Kim nach Paris, da Valentinstag ist und er glaubt Monique möge sich so in Wade verlieben. Senior Senior stiehlt jedoch den Liebesstrahl und lädt zu dem Konzert seines Sohnes, Senior Junior, alle Mädchen und Frauen der Umgebung ein. Mithilfe der Verstärker gelingt es sogar das Monique und Kim sich in Senior Junior verlieben. Wade und Ron konnten sich, als Frauen verkleidet, auf das Konzert schleichen und können gemeinsam die Pläne Senior Juniors vereiteln. Wade findet ein junges Mädchen mit Zahnspange und Monique ist erleichtert, dass Wade nicht mehr für sie schwärmt. |           |                                         |                              |                      |                                       |             |                                   |                  |
| 75 | 10        | Ron, der Superbruder                    | Big Bother                   | 7. Apr. 2007         | –                                     | Steve Loter | Greg Weisman                      | 410              |
| 76 | 11        | Wahrscheinlich unwahrscheinlich         | Odds Man In                  | 28. Apr. 2007        | –                                     | Steve Loter | Denise Moss                       | 411              |
| Während Drakken den Astro-Frier stiehlt, hat Ron diffuse Ängste sich irgendwo zu verletzen. Daher muss Wade mit auf Kims Mission, doch er setzt Kim außer Gefecht. Drakken wird erst durch Rons eingreifen, da dieser von Rufus dazu ermuntert wird, bezwungen. |           |                                         |                              |                      |                                       |             |                                   |                  |
| 77 | 12        | Das Mathegenie                          | Mathter and Fervent          | 17. Juni 2007        | –                                     | Steve Loter | Jim Peronto                       | 412              |
| Ron soll eine Hausarbeit über seinen Helden schreiben, während Rons Vater sich bemüht dieser Held zu sein, wählt Ron jemand anderes aus. Kim kämpft gegen den Bösewicht Mathter, ein Mathegenie, dass es gelingt Ron einen „Subtraktionsstrahl“ zu übertragen, wodurch Ron alles was er berüht vernichtet. Kim gelingt es mit Rons Vater zusammen den Mathter zu besiegen. Ron schreibt nun über seinen Vater die Hausarbeit. |           |                                         |                              |                      |                                       |             |                                   |                  |
| 78 | 13        | Der Persönlichkeitsumkehrer             | Stop Team Go                 | 5. Mai 2007          | –                                     | Steve Loter | Kurt Weldon                       | 413              |
| Shego wird als Lehrerin Miss Go an Kims Schule eingestellt. Kim misstraut der neuen Nettigkeit ihrer Schurkin, nicht nur weil ihr Schulleiter mit Shego ausgeht. Erst als die anderen Team Go Mitglieder alle Böse sind, erkennt Kim, dass ihre Schurkin Elektronique wieder ihre Hände im Spiel hat. Jener Helm, der in der Folge „Der böse Ron“ eingesetzt wird, hat nun Shego zum guten und die anderen Team Go Mitglieder zum bösen umgewandelt. Erst durch Kims eingreifen kann dies verändert werden. Ron kann Elektronique zum guten wandeln und Shego kehrt zu dem erfreuten Dr. Drakken zurück. |           |                                         |                              |                      |                                       |             |                                   |                  |
| 79a | 14a       | Jagd auf Rufus                          | Chasing Rufus                | 12. Aug. 2007        | –                                     | Steve Loter | Kim Duran                         | 414a             |
| Rufus und Debutante sind in Griechenland gestrandet. Um den ganzen Globus geht es, um Ron und Kim wieder zu finden- zunächst von der Antarktis aus, bis sie endlich wieder zurück gelangen. |           |                                         |                              |                      |                                       |             |                                   |                  |
| 79b | 14b       | Die Gaunerbabies                        | Nursery Crime                | 12. Aug. 2007        | –                                     | Steve Loter | Charlotte Fullerton & Kurt Weldon | 414b             |
| Kim kommt auf in Shirehamshire (Parodie auf Hampshire) einem Kindermädchen auf die Spur. Sie hat mithilfe einer Maschine einige erwachsene Männer in Babys verwandelt und will damit ihre Rache als gefrustetes Kindermädchen zum Ausdruck bringen. Zwar kann sie auch Ron in ein Baby verwandeln, doch letztlich kann Kim alle retten und das Kindermädchen hinter Gitter bringen. |           |                                         |                              |                      |                                       |             |                                   |                  |
| 80 | 15        | Die Piraten sind los!                   | Cap’n Drakken                | 19. Mai 2007         | –                                     | Steve Loter | Kim Duran                         | 415              |
| 81 | 16        | Es ist nicht leicht, ein Mentor zu sein | The Mentor of Our Discontent | 23. Juni 2007        | –                                     | Steve Loter | Henry Gilroy                      | 416              |
| 82 | 17        | Rons Ninja-Schwester                    | Oh No, Yono!                 | 1. Juli 2007         | –                                     | Steve Loter | Brian Swenlin                     | 417              |
| Ron und Kim passen auf Rons Schwester Hannah auf. Sie besitzt sonderbare Eigenschaften, die Ron zu Yori führen, welche mit ihrem Meister zusammen, das Ninjababy Hannah in Rons Familie gebracht haben. Monkey Fist findet in einer alten Schriftrolle die Zutaten für die magische Affenkraft. Ein magischer Affe (Yono) und Han (Hannah). Ron kann schließlich zusammen Hannah Kim retten und Monkey Fist besiegen. |           |                                         |                              |                      |                                       |             |                                   |                  |
| 83 | 18        | Der Gedächtnisverlust                   | Clean Slate                  | 28. Juli 2007        | –                                     | Steve Loter | Mark Palmer                       | 418              |
| 84 | 19        | Königin Bonnie und König Ron            | Homecoming Upset             | 11. Aug. 2007        | –                                     | Steve Loter | Michael A. Newton                 | 419              |
| Ron wird zum König seines Teams gekürt, doch statt Kim, gewinnt Bonnie dieses Mal den Cheerleader-Wettbewerb und dabei kommen sich Ron und Bonnie näher. Da sich Rick von Bonnie getrennt hat, küsst diese völlig aufgelöst Ron. Doch Kim hat etwas dagegen. Die völlig aufgelöste Bonnie wird auf die Mission mitgenommen und findet am Ende sogar ihre neue Liebe - Senior Senior Junior. Kim und Ron tanzen nun ebenso wie Bonnie und Senior Senior Junior glücklich zusammen. |           |                                         |                              |                      |                                       |             |                                   |                  |
| 85 | 20        | Larrys Geburtstag                       | Larry’s Birthday             | 1. Sep. 2007         | –                                     | Steve Loter | Kurt Weldon                       | 420              |
| Cousin Larry wird vor den Augen von Kim von Dementor entführt. Larry sieht das alles als Rollenspiel, das Kim für seinen Geburtstag geplant hat und hilft Dementor Kim und Ron zu fangen. Doch schließlich überlistet Larry Dementor und Kim ist wieder frei. |           |                                         |                              |                      |                                       |             |                                   |                  |
| 86 | 21        | Die Abschlussfeier, Teil 1              | Graduation - Part 1          | 7. Sep. 2007         | –                                     | Steve Loter | Thomas Hart & Brian Swenlin       | 421              |
| 87 | 22        | Die Abschlussfeier, Teil 2              | Graduation - Part 2          | 7. Sep. 2007         | –                                     | Steve Loter | Thomas Hart & Brian Swenlin       | 422              |